# 桑野清水台
桑野清水台（くわの しみずだい）は、福島県郡山市に所在する字である。郵便番号は963-8866。

## 地理
郡山市役所本庁所管地域である市街中心部に属し、住所としては「郡山市字桑野清水台」と表記される。北で開成、東端角で菜根、南東で菜根屋敷、五百渕山、南西で大槻町、五百渕西とそれぞれ隣接する。東日本旅客鉄道（JR東日本）郡山駅西側市街地南部に位置し、国道49号、静御前通りそれぞれの沿線南側の一角を範囲とする。域内は住宅地が広がり、幹線道路沿いに店舗や事務所などが点在する。なお同じく旧安積郡桑野村域であった桑野は開成を挟み大きく北に離れている。久留米に所在する郡山警察署久留米交番、および大槻町に所在する郡山消防署針生救急所がそれぞれ管轄にあたる。

## 世帯数と人口
2024年1月1日現在の世帯数と人口は以下の通りである。
| 町丁       | 世帯数 | 人口  |
| ---------- | ------ | ----- |
| 桑野清水台 | 96世帯 | 134人 |

## 小・中学校の学区
市立小・中学校に通う場合、学区は以下の通りとなる。
| 番地 | 小学校             | 中学校                 |
| ---- | ------------------ | ---------------------- |
| 全域 | 郡山市立開成小学校 | 郡山市立郡山第一中学校 |

## 交通

### 道路
- 国道49号
- 一級市道31号大町大槻線（静御前通り）

## 施設等
- VENDOR CAFE&STORE
- 福島新教育研究会